# バスケットボール女子ボリビア代表
バスケットボールボリビア代表（Bolivia women's national basketball team）は、ボリビアバスケットボール連盟により国際大会に派遣されるボリビアの女子バスケットボールナショナルチームである。

## 歴史
1979年に世界選手権初出場も10位に終わる。

## 過去の国際大会成績
- オリンピックの成績
  - 出場なし
- W杯の成績
  - 1979年 － 10位
- アメリカ選手権の成績